# Frank Shakespeare
Franklin Bradford Shakespeare, detto Frank (Filadelfia, 31 maggio 1930), è un ex canottiere statunitense.

## Palmarès

### Olimpiadi
- 1 medaglia:
  - 1 oro (Helsinki 1952 nell'otto)